# Antigóneia
Antigóneia är en ort i Grekland.   Den ligger i prefekturen Nomós Kilkís och regionen Mellersta Makedonien, i den norra delen av landet, 400 km norr om huvudstaden Aten. Antigóneia ligger 374 meter över havet och antalet invånare är 122.
Terrängen runt Antigóneia är kuperad åt nordväst, men åt sydost är den platt. Runt Antigóneia är det glesbefolkat, med 10 invånare per kvadratkilometer. Närmaste större samhälle är Kilkis, 15,1 km söder om Antigóneia. Trakten runt Antigóneia består till största delen av jordbruksmark.